# Zajączki Pierwsze
Pour les articles homonymes, voir Zajączki.
Zajączki Pierwsze est une localité polonaise de la gmina de Krzepice, située dans le powiat de Kłobuck en voïvodie de Silésie.